# Radiogrammitis setigera
Radiogrammitis setigera är en stensöteväxtart som först beskrevs av Bl., och fick sitt nu gällande namn av Barbara S. Parris. Radiogrammitis setigera ingår i släktet Radiogrammitis och familjen Polypodiaceae. Inga underarter finns listade.